# Fort de Planoise

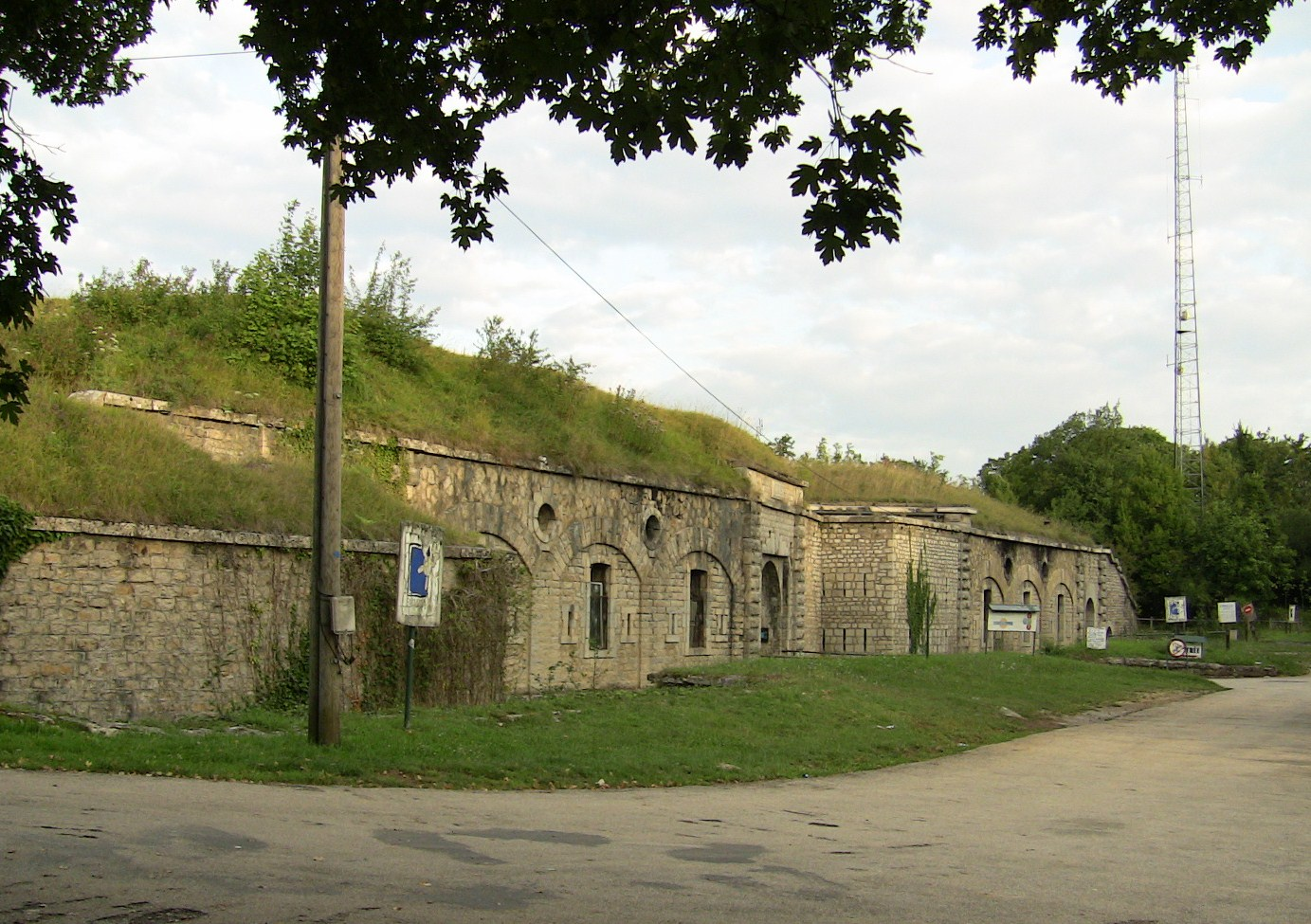
Fort de Planoise.

Het Fort de Planoise  of officieel Fort Moncey (Bon Adrien Jeannot de Moncey) is een verdedigingswerk in het Franse departement Doubs in de regio Bourgogne-Franche-Comté, in Besançon (in de wijk Planoise). Het fort is een onderdeel van de Fortifications de l'Est. Het is gebouwd tussen 1877 en 1892 en maakt onderdeel uit van het Séré de Rivières-systeem.